# أنتوني فاوست
أنتوني فاوست (بالإنجليزية: Anthony Fawcett)‏ هو ناقد فني بريطاني وأمريكي، ولد في 1948.